# Enacrosoma decemtuberculatum
Enacrosoma decemtuberculatum là một loài nhện trong họ Araneidae.
Loài này thuộc chi Enacrosoma. Enacrosoma decemtuberculatum được Octavius Pickard-Cambridge miêu tả năm 1890.